# Ceratina teunisseni
Ceratina teunisseni là một loài Hymenoptera trong họ Apidae. Loài này được Terzo & Rasmont mô tả khoa học năm 1997.